# Liste der Kellergassen in Neidling
Die Liste der Kellergassen in Neidling führt die Kellergassen in der niederösterreichischen Gemeinde Neidling an.
| Foto |                 | Kellergasse  | Standort               | Beschreibung |
| ---- | --------------- | ------------ | ---------------------- | --- |
| BW   | Datei hochladen | Kellerstraße | KG: Flinsbach Standort | Die Einzelkellergasse ist an der östlichen Ortsausfahrt in einem Hohlweg. Sie umfasst neun Gebäude auf 200 Metern Länge. |

| Foto:                    | Fotografie der Kellergasse (Gesamtheit). Klicken des Fotos erzeugt eine vergrößerte Ansicht. Daneben finden sich zwei Symbole: \| Weitere Bilder vorhanden \| Das Symbol bedeutet, dass weitere Fotos des Objekts verfügbar sind. Durch Klicken des Symbols werden sie angezeigt. \| \| Eigenes Foto hochladen \| Durch Klicken des Symbols können weitere Fotos des Objekts in das Medienarchiv Wikimedia Commons hochgeladen werden. \| |
| Name:                    | Bezeichnung der Kellergasse |
| Standort:                | Es ist die Katastralgemeinde (KG) angegeben. Durch Aufruf des Links Standort wird die Lage der Kellergasse in verschiedenen Kartenprojekten angezeigt. |
| Beschreibung             | Kurze Beschreibung der Kellergasse |
| Weitere Bilder vorhanden | Das Symbol bedeutet, dass weitere Fotos des Objekts verfügbar sind. Durch Klicken des Symbols werden sie angezeigt. |
| Eigenes Foto hochladen   | Durch Klicken des Symbols können weitere Fotos des Objekts in das Medienarchiv Wikimedia Commons hochgeladen werden. |